# Desmond Oliver
Pas d'image ? Cliquez ici

a Compétitions nationales et continentales officielles uniquement.

b Matchs officiels uniquement.
Desmond Oswald Oliver, né le 26 octobre 1930 à Palmerston North (Nouvelle-Zélande) et décédé le 25 octobre 1997 à Oxford (Angleterre), est un joueur de rugby à XV qui a joué avec l'équipe de Nouvelle-Zélande évoluant au poste de troisième ligne aile. 
Sa plus grande contribution est en médecine, il déménage en 1961 en Angleterre pour travailler à l'Université d'Oxford (transplantation rénale).

## Carrière
Il joue pour la province de Otago. Il dispute son premier test match avec l'équipe de Nouvelle-Zélande le 9 janvier 1954 contre l'Irlande et son dernier test match contre l'équipe de France le 27 février 1954. 
En 1953-1954 il est sélectionné à deux reprises avec les All Blacks, qui font une tournée en Europe et en Amérique du Nord. Il participe à la victoire contre l'Irlande 14-3, et à la défaite contre la France 0-3 le 27 février 1954,. Il joue 20 matchs de la tournée.

## Statistiques en équipe nationale
- Nombre de test matchs avec les All Blacks : 2
- Sélections par année : 2 en 1954
- Nombre total de matchs avec les All Blacks : 20